# Генпентаконтасеребротетрадекаиттрий
Генпентаконтасеребротетрадекаиттрий — бинарное неорганическое соединение
иттрия и серебра
с формулой Ag51Y14,
кристаллы.

## Получение
- Сплавление стехиометрических количеств чистых веществ:

{\displaystyle {\mathsf {14Y+51Ag\ {\xrightarrow {940^{o}C}}\ Ag_{51}Y_{14}}}}

## Физические свойства
Генпентаконтасеребротетрадекаиттрий образует кристаллы
гексагональной сингонии, пространственная группа P 6/m, параметры ячейки a = 1,2637 нм, c = 0,9300 нм, Z = 1,
структура типа тетрадекагадолинийгенпентаконтасеребра Gd14Ag51
.
Соединение конгруэнтно плавится при температуре 940°C 
и имеет область гомогенности 21,5÷25 ат.% иттрия.